# 阿遅加神社
阿遅加神社（あぢかじんじゃ）は、岐阜県羽島市にある神社。式内社（尾張国葉栗郡）である。

## 概略
- 東征を終え、尾張国にたどり着いた日本武尊は、伊吹山の神を倒すため、美濃国へ向かった。尾張国と美濃国の境の川（1586年（天正14年）以前の木曽川に該当。現在の境川）付近に霊泉があるのを知った日本武尊は、この霊泉を飲み、暫く休憩した。この霊泉が存在した地が、この阿遅加神社の場所という。
- 日本武尊が大和国に帰る途中で亡くなった後、日本武尊の子である稚武彦王がこの地を訪れ、日本武尊を祀る社を建てたのが始まりという。
- 1586年（天正14年）、木曽川は大洪水により大きく流れを変えてしまう。尾張国と美濃国の境が新しい木曽川の流れに変更され、阿遅加神社の所在地は尾張国葉栗郡から美濃国羽栗郡に変更される。
- 江戸時代には、「稚武の宮」「八幡社」「八剣大明神」と称していた。明治時代に阿遅加神社の名に戻されている。
- 1873年（明治6年）、郷社となる。

## 祭神
- 日本武尊
  - 物部阿遅古連（磐井の乱を平定した大連物部麁鹿火の弟）が祭神という説もある。

## 所在地
- 岐阜県羽島市足近町直道1088-2

## 交通機関
- 羽島市コミュニティバス青バス「坂井」バス停下車、徒歩3分。
- 名鉄竹鼻線南宿駅下車、徒歩20分。